# 舍莫丹和沃
舍莫丹和沃（法語：Chemaudin et Vaux，法語發音：[ʃəmodɛ̃ e vo]）是法国杜省的一个市镇，位于该省西部，属于贝桑松区。

## 历史
舍莫丹和沃成立于2017年1月1日，由舍莫丹（Chemaudin）和沃莱普雷（Vaux-les-Prés）两个市镇合并而成，其中舍莫丹为政府驻地。

## 地理
舍莫丹和沃（47°13'29"N, 5°53'34"E）面积12.44 平方千米，位于法国勃艮第-弗朗什-孔泰大區杜省，该省份为法国东部内陆省份，北起上索恩省，西接汝拉省，东部及东南部与瑞士接壤，东北部与贝尔福地区省接壤。
与舍莫丹和沃接壤的市镇（或旧市镇、城区）包括：尚旺莱穆兰、尚帕涅、塞尔莱萨潘、弗拉努瓦、格朗方丹、达讷马里叙克雷特、维莱比宗、马兹罗勒勒萨兰。
舍莫丹和沃的时区为UTC+01:00、UTC+02:00（夏令时）。

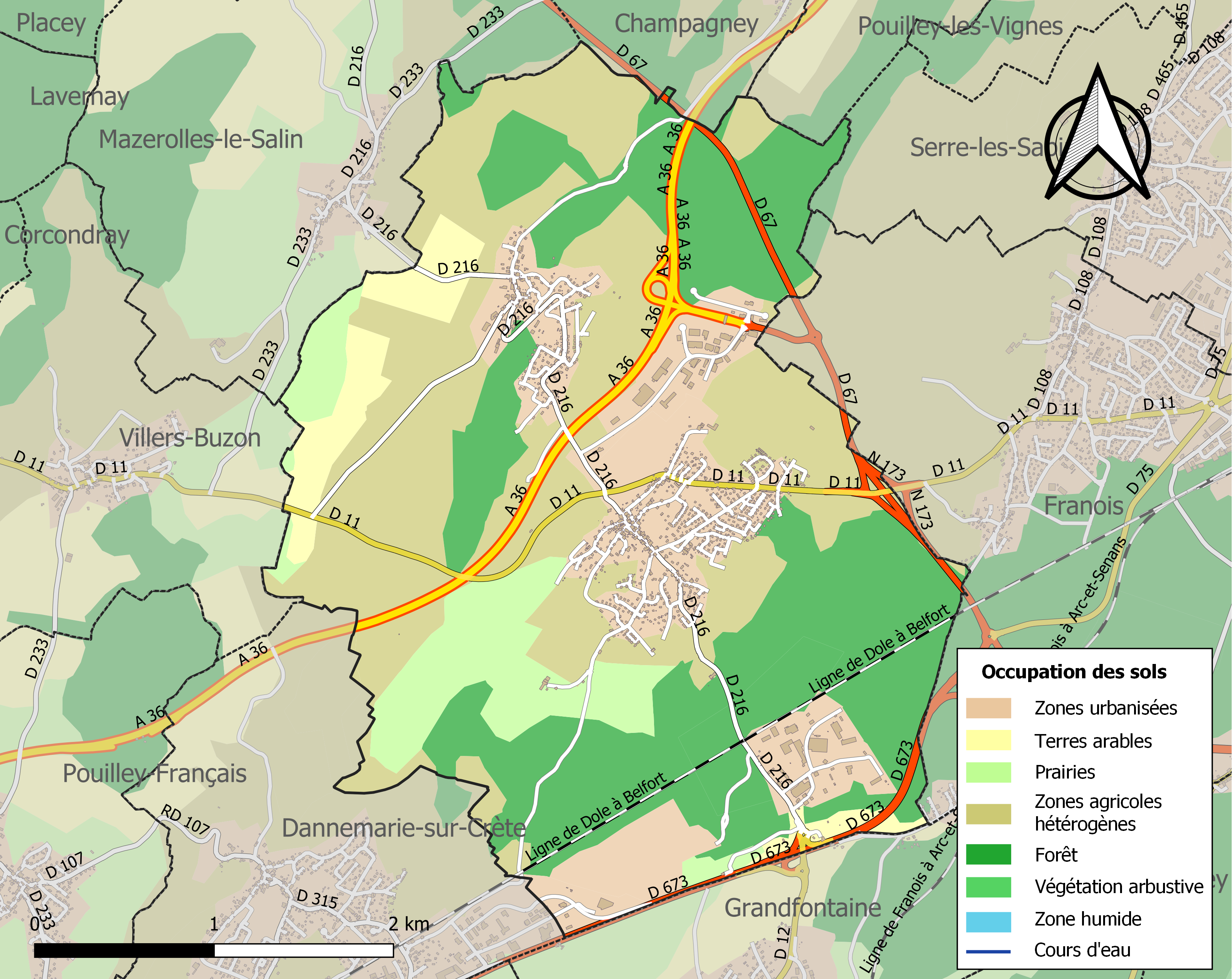
舍莫丹和沃的OSM定位图

## 行政
舍莫丹和沃的邮政编码为25320，INSEE市镇编码为25147。

## 政治
舍莫丹和沃所属的省级选区为贝桑松第一县。

## 人口
舍莫丹和沃于2022年1月1日时的人口数量为2114人。